# Inkubus Sukkubus

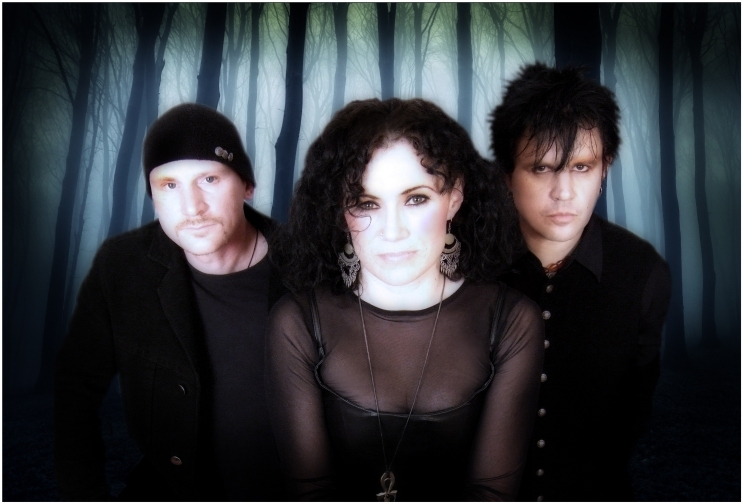
Inkubus Sukkubus en 2011

Inkubus Sukkubus est un groupe britannique de musique gothique fondé en 1989.

## Biographie
Inkubus Sukkubus incarne la transition entre le Goth "old-school" des années 1980 et l'Heavenly voices des années 2000.
Musicalement, les fondements du Rock gothique sont respectés : une basse omniprésente, deux guitares et une batterie, énergie scénique, ambiance sombre mais romantique ; tandis que, au niveau des textes, les thèmes récurrents du feeling goth (religion, individualisme, romantisme noir, décadence) sont mis en arrière-plan par rapport à des sujets plus heavenly, en particulier la sorcellerie et la magie blanche, la communion avec la nature, le culte des déesses et de façon plus générale, le paganisme. Cette dualité se retrouve dans le couple fondateur, Tony Mac Cormack et Candia Ridley.
Mac Cormack fut membre du groupe The screaming dead au succès éphémère avant de rencontrer Candia dans une école de graphisme en 1989. Leur passions communes pour le culte des déesses, la magie blanche et le paganisme engendrent la création du groupe Incubus Succubus, ensuite renommé Inkubus Sukkubus.
Basé dans le Gloucestershire, ce petit groupe commence à se faire connaître dans les fêtes locales et avec la sortie en 1993 de Belladone & Aconite s'ouvre aux premières parties des groupes gothiques du moment, Nosferatu et The Mission. Les tournées s'enchainent et Inkubus Sukkubus se voit décerner le titre de meilleur groupe pagan goth anglais.
Les albums se suivent et à chaque fois, le style s'affermit tandis que les préoccupations littéraires évoluent du paganisme (dans Wytches) où Candia pose sa voix charismatique et radieuse voix pour évoquer les déesses des différentes traditions, les fêtes païennes, la persécution des sorcières par l'inquisition catholique, vers les mystères de la nature et de la vie (dans Heartbeat of the Earth). Dans cet album, plus sombre, Candia s'intéresse à l'au-delà, mais l'énergie et le chant de Candia avivent les émotions morbides afin de les rendre enjouées.
La qualité majeure d'Inkubus Sukkubus est de savoir allier poésie gothique, désespoir et allégresse, en entraînant la foule dans une sorte de farandole festive comme sous l'effet d'un envoûtement sabbatique. Candia par son charisme incarne la grande prétresse païenne.
Le quatrième album est Vampyre Erotica où s'affichent les êtres déchus, (comme les vampires), leurs états d'âme torturés mais aussi la beauté et la pureté de leurs sentiments. La chanson Woman to Hare a été écrite en référente à Isobel Gowdie.
En 1998, Away with the Faeries paraît et regroupe de nouveaux morceaux (notamment Come to me) et un enregistrement en live fait à Cheltenham, le fief d'Inkubus Sukkubus.
En 1999, sort Wild et les Inkubus Sukkubus continuent dans une orientation pagan-gothique. Puis en 2001, Supernature voit le jour, très attendu, il déçoit pourtant les fans, la mélodie et la rythmique s'essouflant au profit d'un lyrisme nouveau chez Inkubus Sukkubus, mais qui ne peut rivaliser avec celui de l'Heavenly voices.
Le 31 octobre 2003, sort le neuvième album du groupe The beast with two backs, dont le fil principal semble être un hommage à la sexualité. Cet album réconcilie les fans avec la nouvelle voie qu'a entreprise le groupe.
En 2005, le groupe sort un mini-album, Witchqueen, constitué de neuf nouvelles chansons.
Science and Nature voit le jour en 2007.

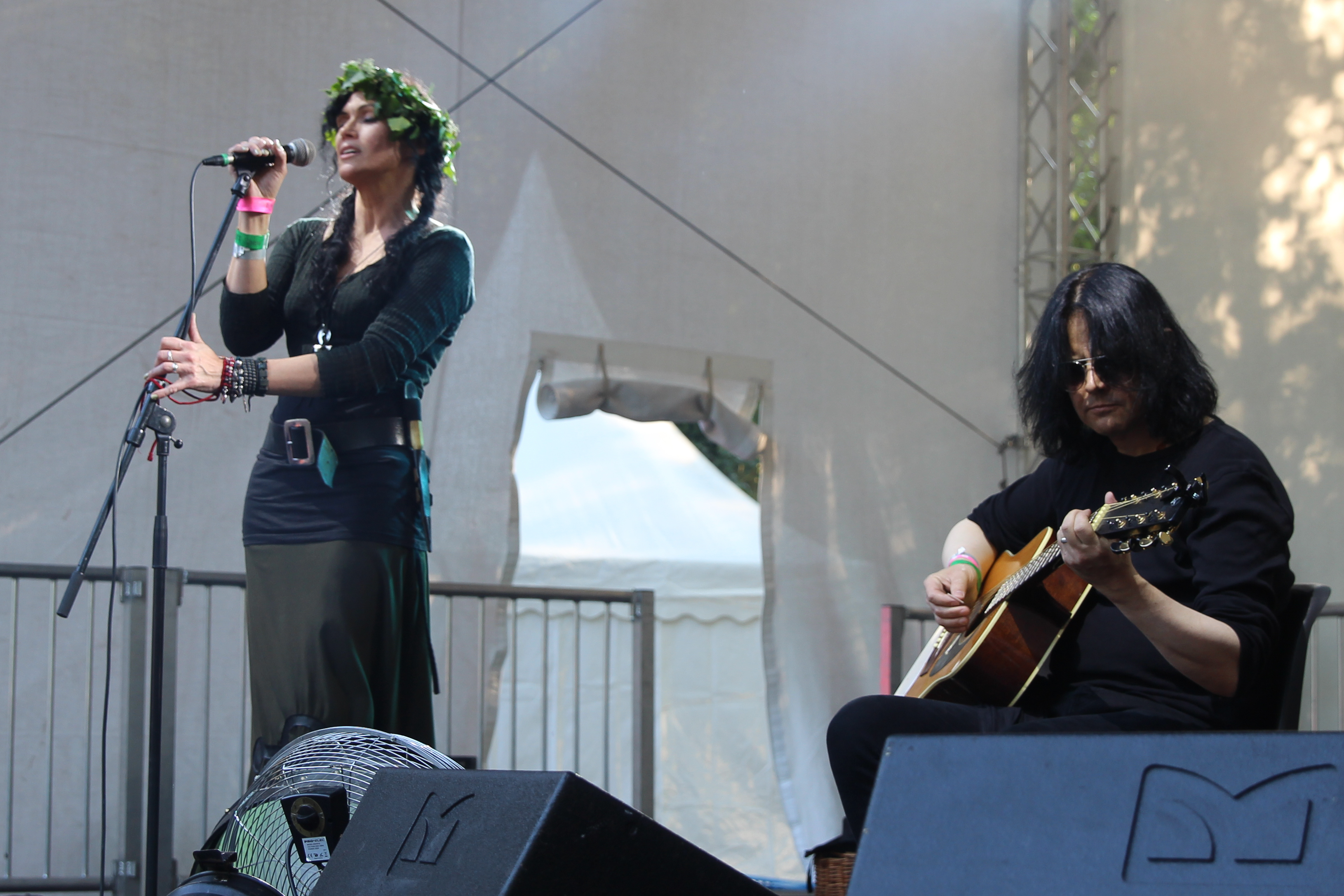
Wave-Gotik-Treffen 2014

## Membres
- Candia Ridley McKormack (chant)
- Tony McKormack (guitare et chant)
- Adam Henderson (basse)
- Le groupe utilise une boîte à rythme

## Discographie
- Beltaine (1990)
- Belladonna & Aconite (1993)
- Wytches (1994)
- Corn King (single, 1994)
- Heartbeat of the Earth (1995)
- Beltaine (1996)
- Vampyre Erotica (1997)
- Away with the Faeries (studio/live album, 1998)
- Wild (1999)
- Supernature (2001)
- The Beast with Two Backs (2003)
- Wytches and Vampyres: The Best Of (compilation, 2004)
- Witchqueen (mini-album, 2005)
- Science and Nature (2007)
- Viva la muerte (2008)
- The Dark Goddess (2010)
- The Goat (2011)
- Queen of Heaven, Queen of Hell (2013)
- Love Poltergeist (2014)